# Podobwód Rzeszów-Południe Armii Krajowej
Podobwód Rzeszów-Południe – jednostka partyzancka Związku Walki Zbrojnej, a następnie Armii Krajowej. Operowała na południowych terenach powiatu rzeszowskiego.
3 lipca 1944 faktycznie zaczęła się Akcja Burza na terenie podobwodu. Komendantem podobwodu był wówczas Józef Maciołek ps. "Żuraw".

## Skład na początku lipca 1944
- Placówka Tyczyn krypt. „Topola" – Jan Rabczak ps. "Dąb",
- Placówka Błażowa z Dynowem krypt. „Buk" – Stanisław Jakubczyk ps. "Chrobry",
- Placówka Hyżne z Jawornikiem Polskim krypt. „Jaśmin" – Mieczysław Chedyński ps. "Józef",
- Placówka Strzyżów z Niebylcem krypt. „Śliwa" – Jan Baran ps. "Blizbor".